# European Journal of Medicinal Chemistry
Das European Journal of Medicinal Chemistry, abgekürzt Eur. J. Med. Chem., ist eine wissenschaftliche Fachzeitschrift, die vom Elsevier-Verlag im Auftrag der französischen Société de Chimie Thérapeutique (SCT) veröffentlicht wird. Die Zeitschrift wurde 1965 unter dem Namen Chimica therapeutica – Chimie thérapeutique gegründet und wechselte im Jahr 1974 den Namen in European Journal of Medicinal Chemistry. Derzeit erscheint die Zeitschrift mit 18 Ausgaben im Jahr. Es werden Artikel veröffentlicht, die sich mit allen Aspekten der medizinischen Chemie beschäftigen.
Der Impact Factor lag im Jahr 2014 bei 3,447. Nach der Statistik des ISI Web of Knowledge wird das Journal mit diesem Impact Factor in der Kategorie Medizinische Chemie an elfter Stelle von 59 Zeitschriften geführt.